# Palagnedra

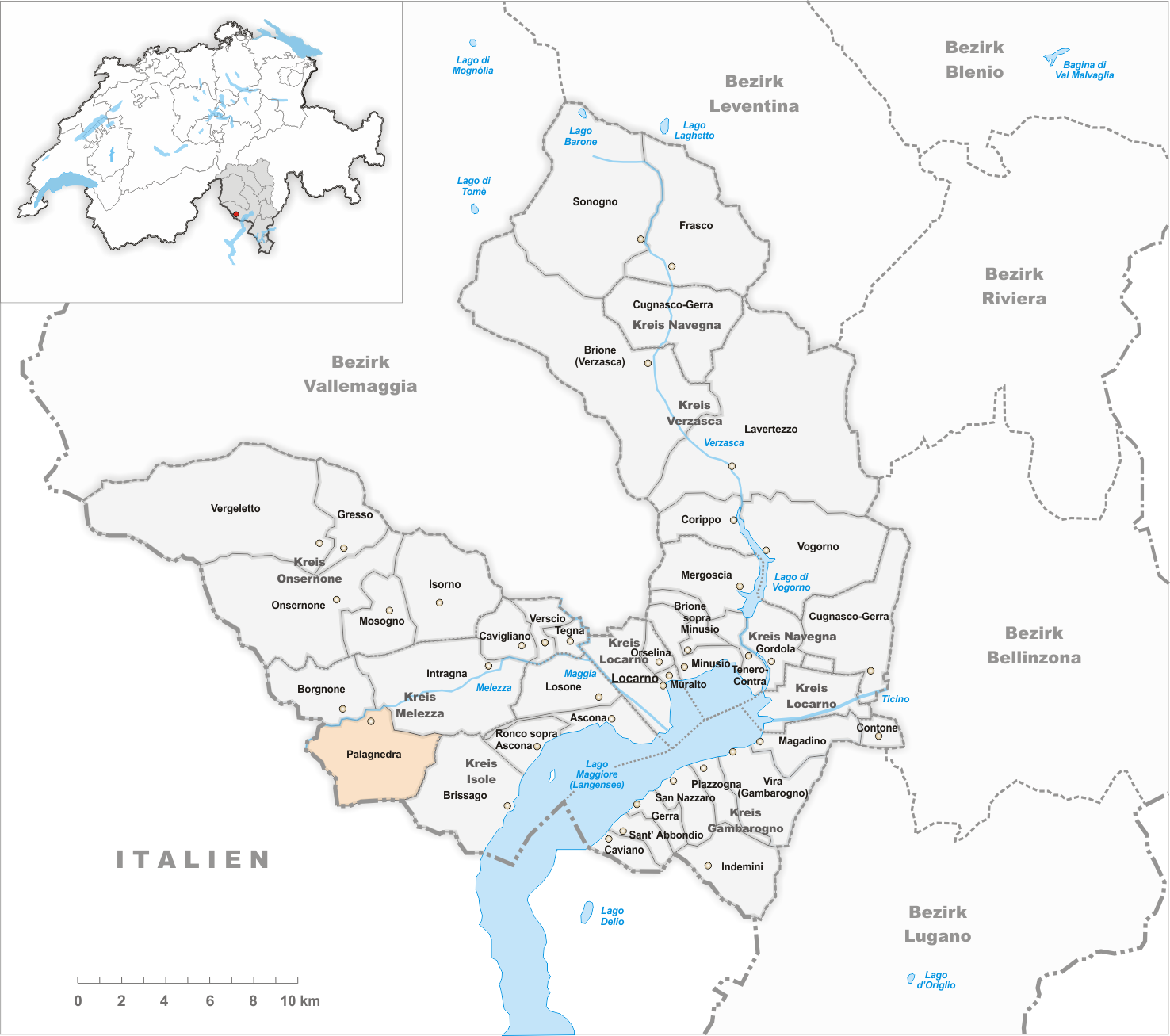
Gemeindestand vor der Fusion am 24. Oktober 2009

Palagnèdra [palaˈñɛːdra] (im lombardischen Taldialekt [palaˈɲɛdra parˈɲɛdri]) ist ein Ortsteil der Tessiner Gemeinde Centovalli. Bis 2009 bildete er eine eigenständige politische Gemeinde.

## Geographie
Das Dorf liegt auf einer Terrasse am Südhang des Centovalli, kurz vor der schweizerisch-italienischen Grenze. Zur ehemaligen Gemeinde gehörten die Weiler Bordei, Moneto und Cresto-Monadello.
In der Nähe der Ortschaft liegt der Stausee Lago di Palagnedra. Der Damm wurde 1952 fertiggestellt und ist 72 m hoch. Der See entstand durch die Stauung des Flusses Melezza.

## Geschichte und Wirtschaft
Das Dorf wurde erstmals 1236 schriftlich erwähnt, eine weitere frühe Nennung erfolgte 1379 als Pallagnidrio. Der Ort war im Hochmittelalter das administrative und kirchliche Zentrum des Centovalli, und die Kirche San Michele war die Mutterkirche des Tales. 1864 wurde Palagnedra eine eigene politische Gemeinde.
Ab dem ausgehenden Mittelalter bildete die saisonale Auswanderung ein wichtiges Standbein der Wirtschaft: Aus Palagnedra zogen viele Bürger in die Toskana, um ab dem 16. Jahrhundert vor allem als Lastenträger und ab dem 19. Jahrhundert auch als Garköche Geld zu verdienen. Etliche stattliche Häuser im Dorf zeugen noch heute vom einstigen Wohlstand. Bis in die 1950er-Jahre spielte dank der Grenznähe auch der Schmuggel eine wichtige Rolle.
Im Weiler Bordei wurde nach 1970 das «Basislager» der therapeutischen Stiftung Terra Vecchia errichtet. Diese hatte damals das Ziel, den gleichnamigen, zwischenzeitlich verfallenen Ort wieder aufzubauen.
Am 25. Oktober 2009 fusionierte Palagnedra mit den Gemeinden Borgnone und Intragna zur neuen Gemeinde Centovalli. Palagnedra und Rasa bilden aber zusammen nach wie vor eine eigenständige Bürgergemeinde.
Noch 2005 gehörten über ein Drittel aller Arbeitsplätze dem Primärsektor an.

## Bevölkerung
Einwohnerzahlen: Volkszählungsdaten  1824: inkl. Borgnone und Rasa, 1850/1860: inkl. Rasa

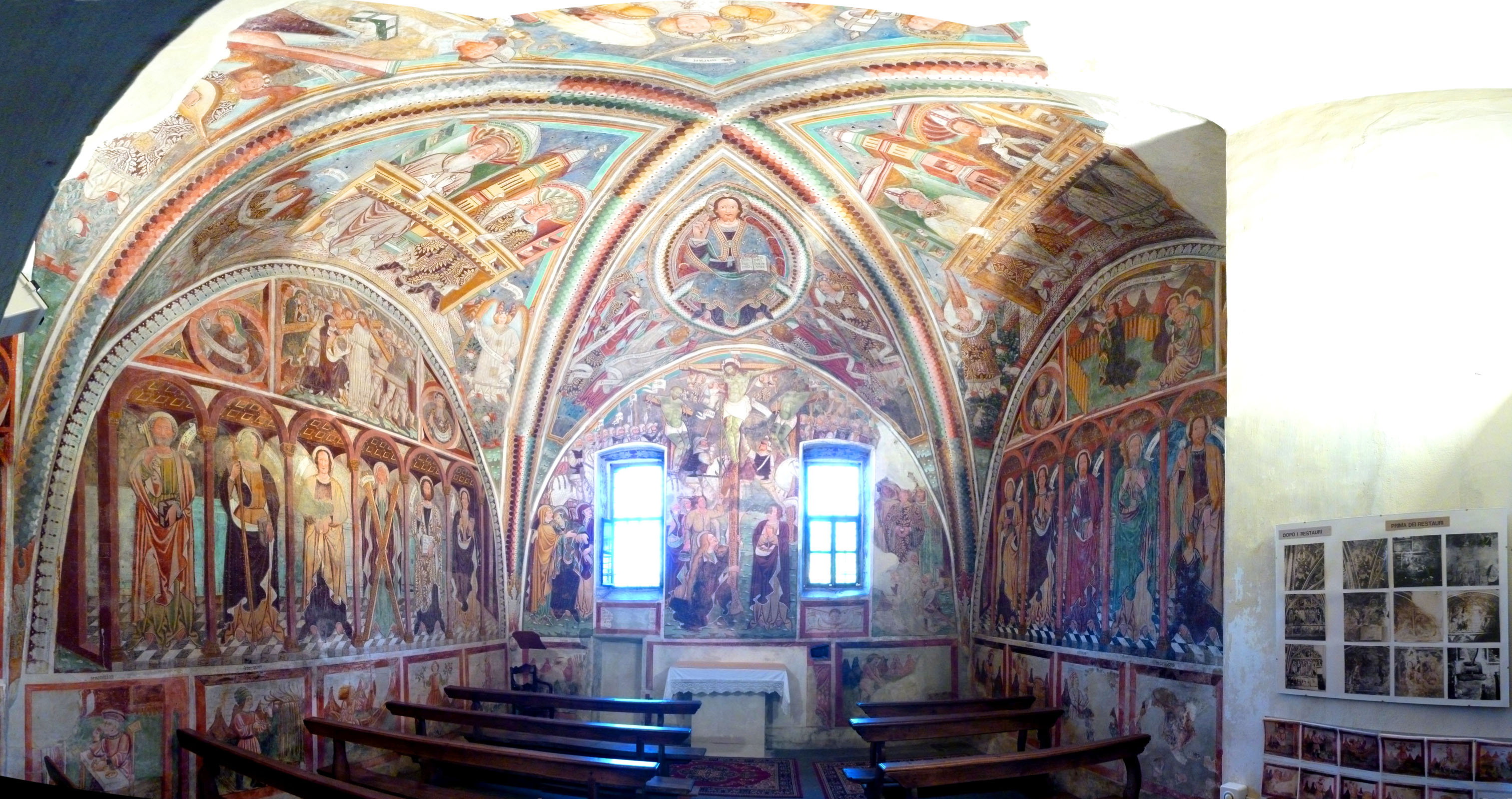
Antonio da Tradate: Fresken im Chor der Kirche San Michele. Palagnedra

## Sehenswürdigkeiten
Die Dorfbilder der Fraktionen Palagnedra und Bordei sind im Inventar der schützenswerten Ortsbilder der Schweiz (ISOS) als schützenswertes Ortsbild der Schweiz von nationaler Bedeutung eingestuft.
- Pfarrkirche San Michele mit dem besterhaltenen spätgotischen Freskenzyklus von Antonio da Tradate[7], gemalt in den 1490er-Jahren und restauriert 1964–1965[8][9]
- Oratorium Santi Giacomo e Filippo im Ortsteil Moneto
- mehrere herrschaftliche Bürgerhäuser zeugen vom Wohlstand, den die ausgewanderten Palagnedresen aus der Toskana in ihr Dorf heimbrachten, darunter:[10]
  - Casa Mazzi mit dem Wappen der Medici am schmiedeeisernen Balkon, erbaut Mitte des 18. Jahrhunderts für Petronio Mazzi, einen hohen Beamten des Grossherzogs Gian Gastone de’ Medici
  - Casa P. Mazzi, verziert mit der Florentiner Gotik nachempfundenen Sgraffito-Malereien, 1907 von Handwerkern aus Florenz gefertigt.
- Der Ponte romano, eine 36 m lange und 26 m hohe Bogenbrücke, wurde 1578 erbaut; in der Mitte ein der Muttergottes und Johann Nepomuk gewidmeter Bildstock.[11]

## Bilder

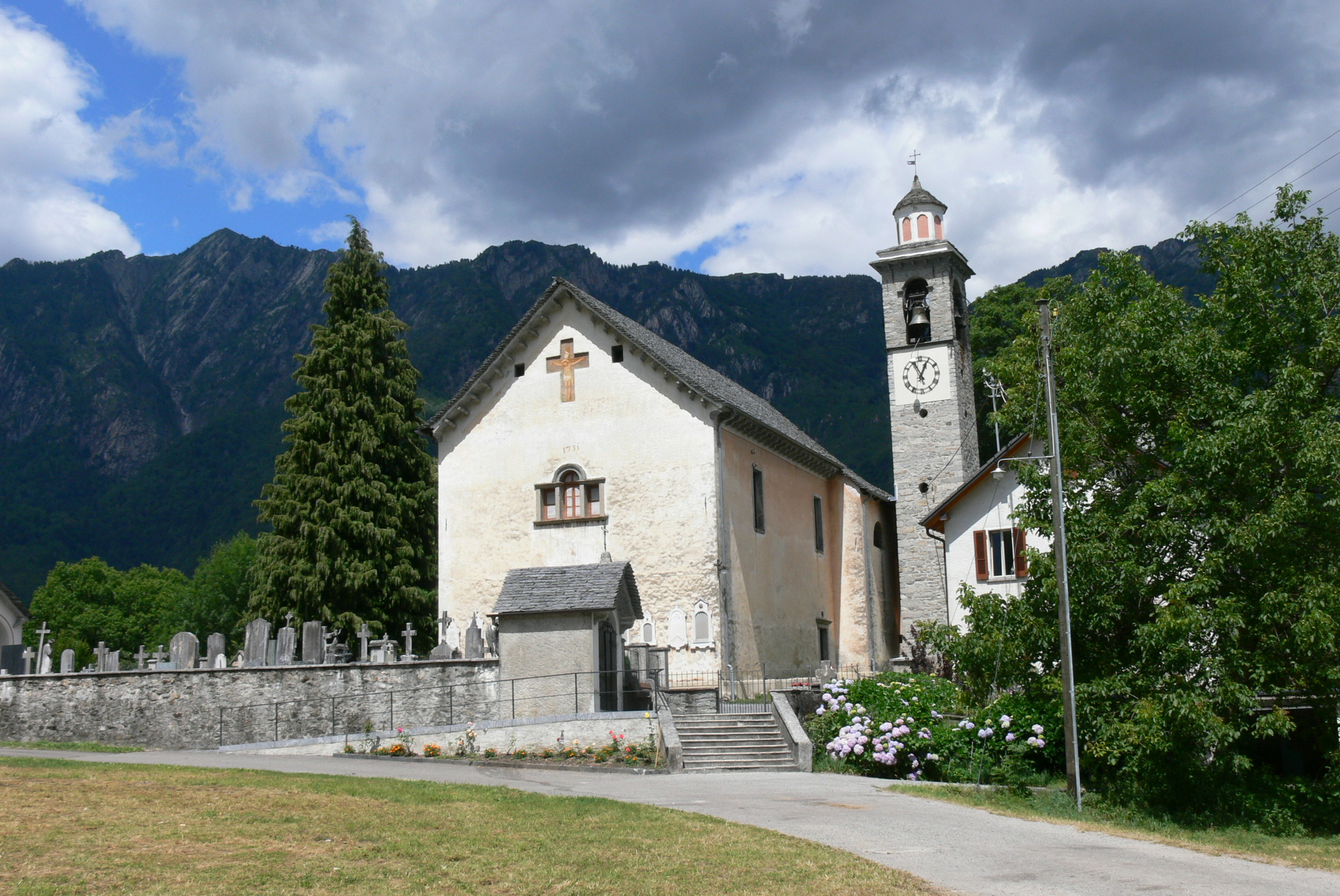
Pfarrkirche San Michele, erbaut 1731
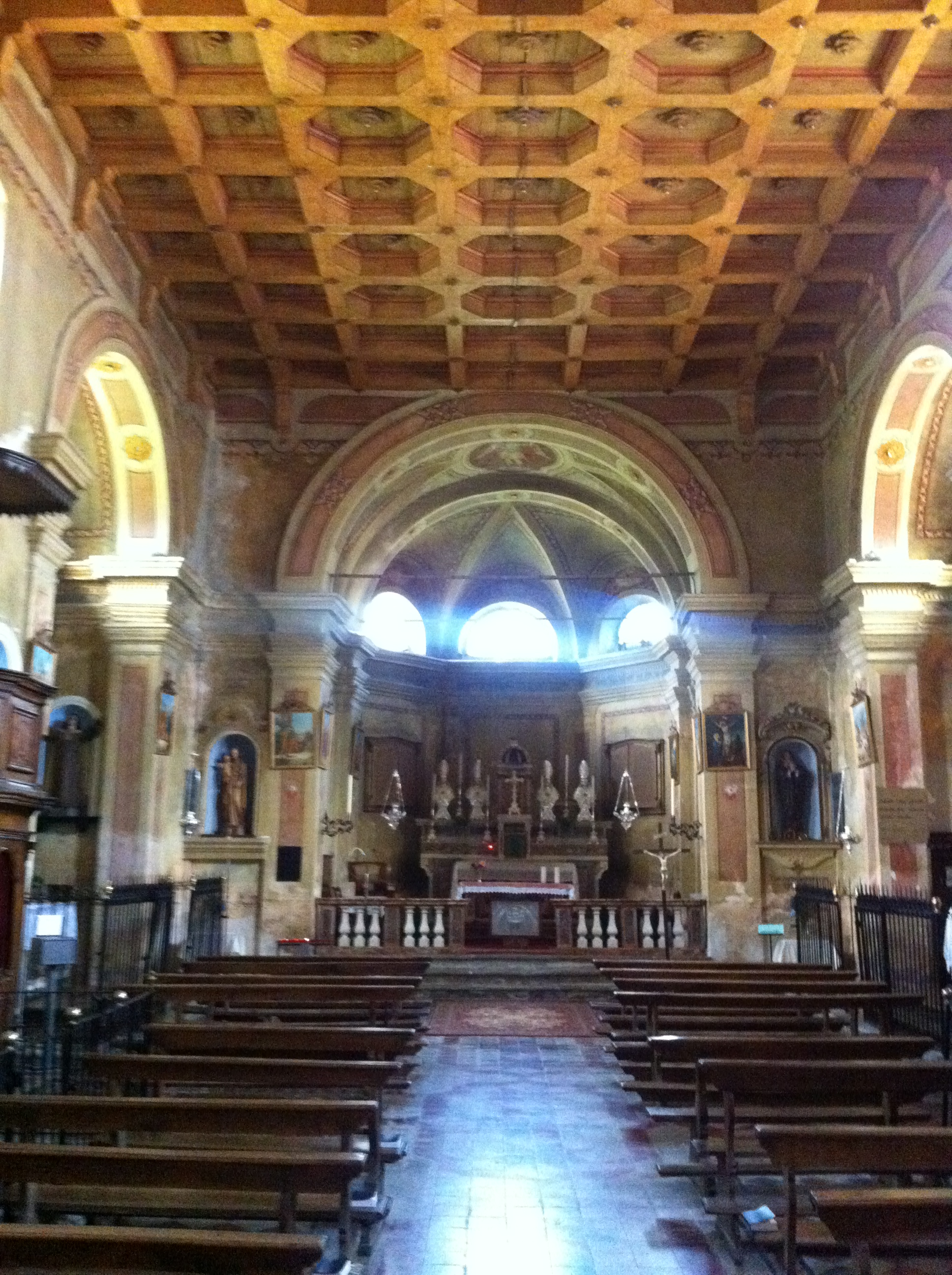
Innenraum der Pfarrkirche San Michele
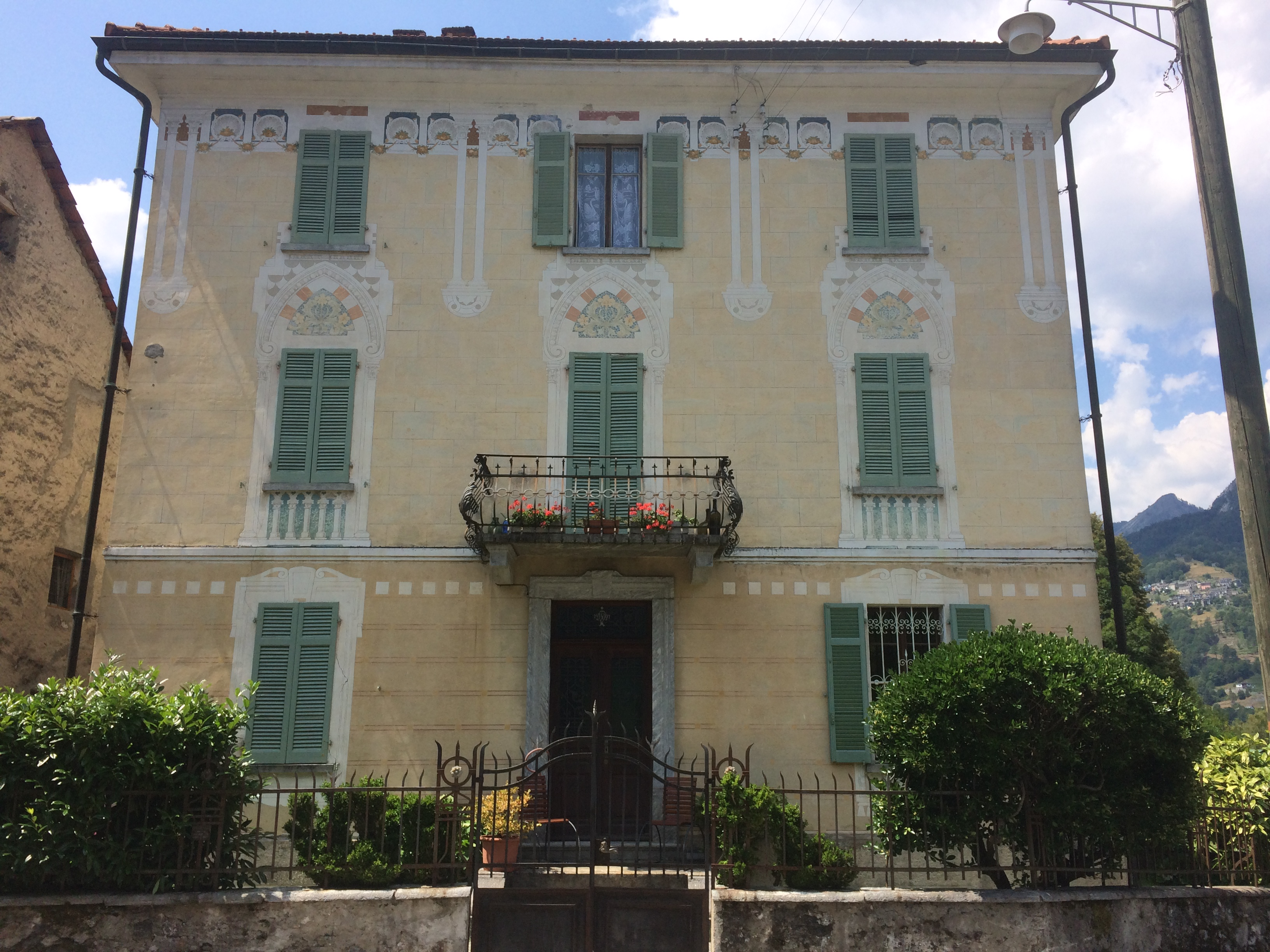
Casa P. Mazzi in Palagnedra, erbaut 1907
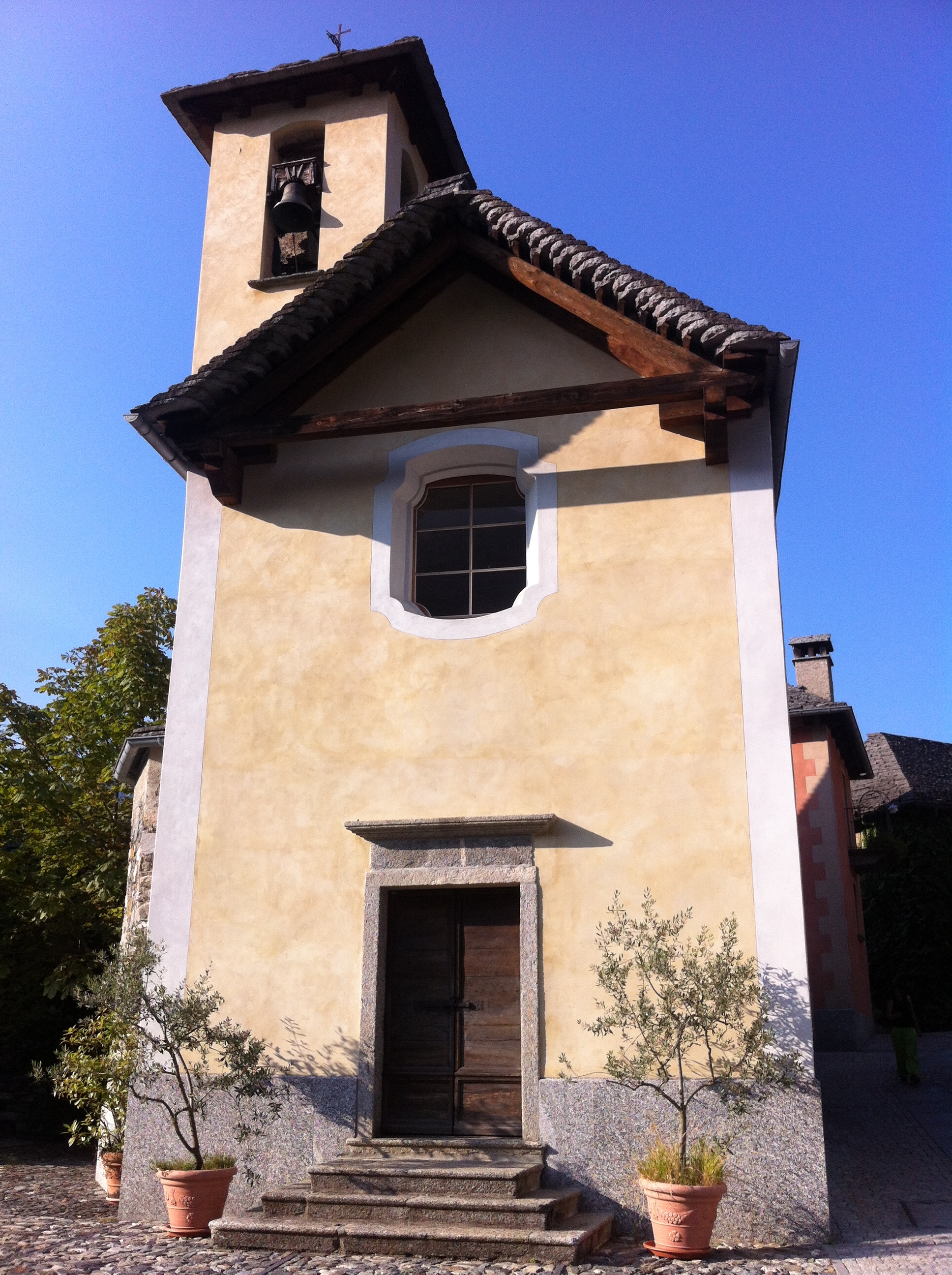
Oratorium Santi Pietro e Paolo im Ortsteil Bordei, erbaut im 17. Jahrhundert
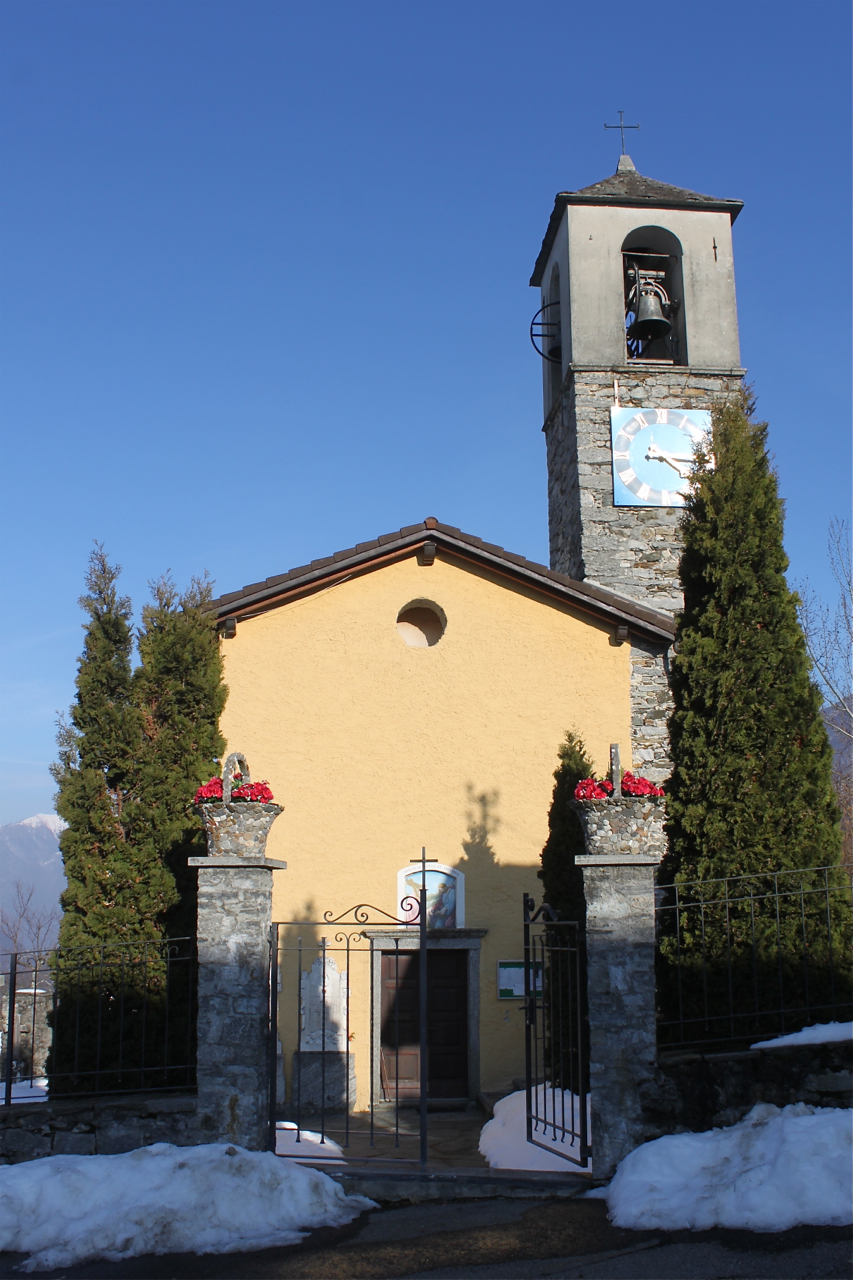
Oratorium Santi Giacomo e Filippo im Ortsteil Moneto
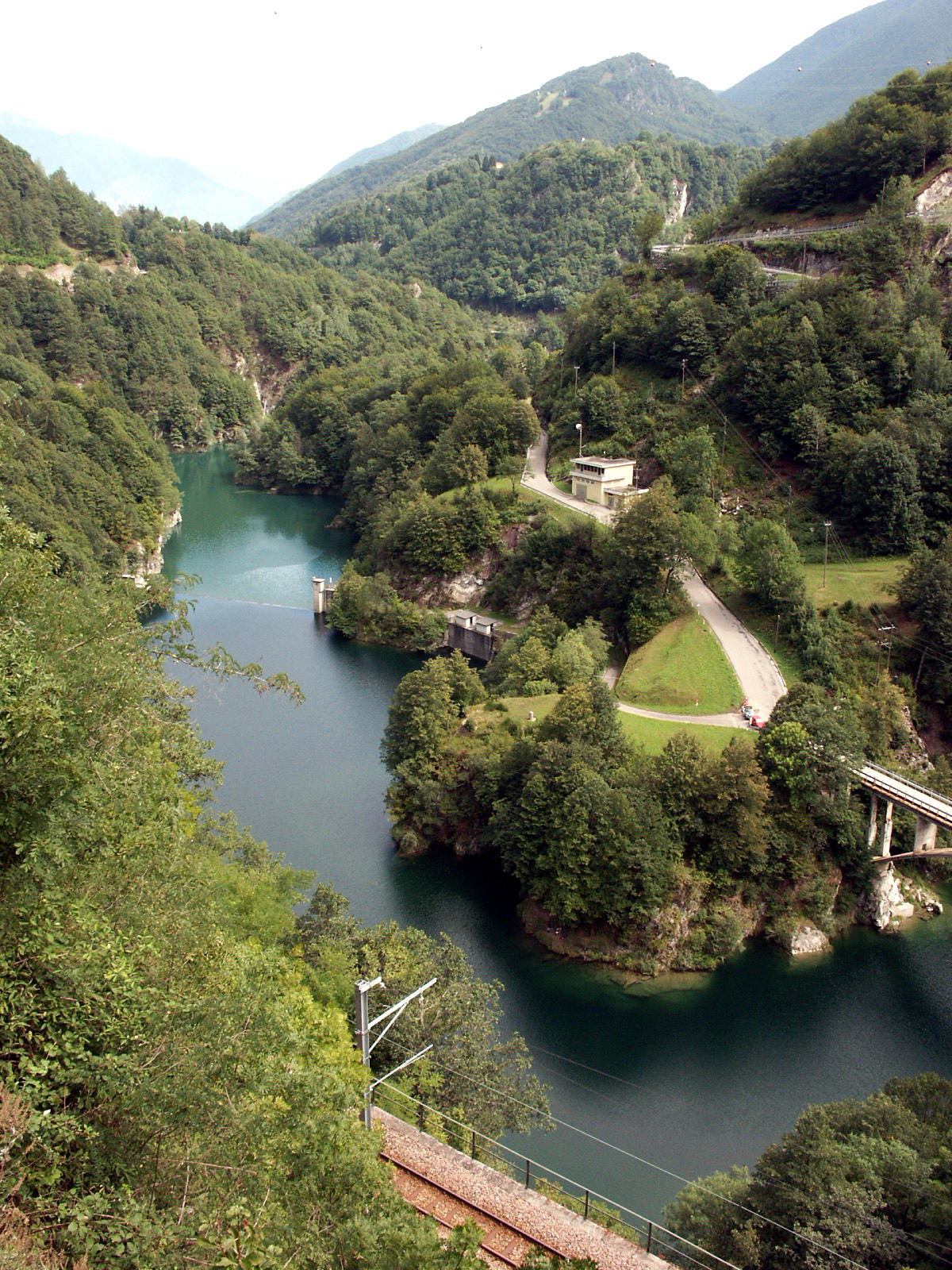
Stausee von Palagnedra
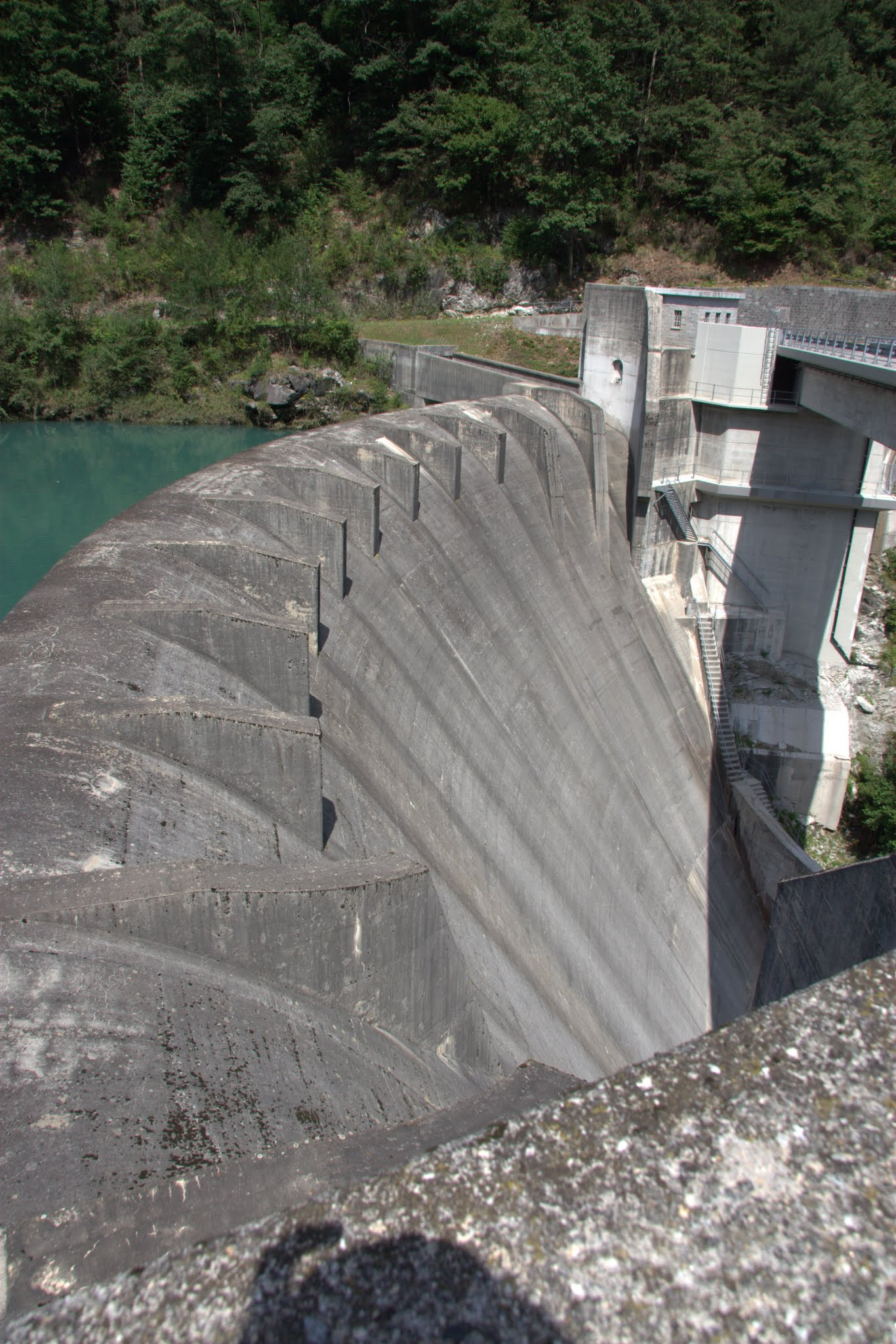
Staumauer des Lago di Palagnedra
Palagnedra und Stausee, historisches Luftbild von Werner Friedli (1953)
Bordei bei Palagnedra, historisches Luftbild von Werner Friedli (Fotograf) (1953)
Moneto, historisches Luftbild von Werner Friedli (1953)

## Persönlichkeiten
- Taddeo Mazzi (* um 1600 in Palagnedra; † in Florenz ?), Maler aus Palagnedra, tätig in der Kirche der Olivetaner in Florenz sowie in den Gewölben der Kapelle der Sieben heiligen Gründer des Servitenordens in der Kirche von Montesenario, Selbstporträt an der Galleria degli Uffizi[12][13]
- Lorenzo Cresci (* um 1570 in Palagnedra; † nach 1602 ebenda?), Kunstmaler, ursprünglich aus Palagnedra stammend, malte 1602 eine Verkündigung für die Kirche San Michele ebenda sowie eine Kopie des Gemäldes in der Florentiner Kirche Santissima Annunziata[14]
- Giacomo Damosti (* um 1715 in Palagnedra; † nach 1750 in Ascona?), Maler aus Palagnedra, war um 1750 in der Gegend von Locarno tätig, Autor eines Altarbildes für die Kirche der Heiligen Fabiano und Sebastiano in Ascona[15]